# Allá donde el viento brama
Allá donde el viento brama es una película de Argentina filmada en colores dirigida por Ralph Pappier que se filmó en 1963 y que tuvo como protagonistas a Fanny Navarro, John Loder, Guillermo Bredeston y Alfredo Almanza. Tuvo como título alternativo el de Donde el viento brama (La conquista del sur). Fue la última película de John Loder.
La película fue filmada en Comodoro Rivadavia y nunca pudo estrenarse comercialmente, si bien fue exhibida por la televisión por cable.

## Sinopsis
La película está ambientada a principios del siglo XX y relata la historia de Humberto Beghin, pionero entre los descubridores del petróleo en Comodoro Rivadavia, Chubut, Argentina. Además muestra la forma de vida de hombres y mujeres de distintas clases sociales, los padecimientos que sufría la población más carenciada, la convivencia con las tribus aborígenes y la llegada de los primeros trabajadores a la localidad.

## Reparto
- Fanny Navarro
- John Loder
- Guillermo Bredeston
- Alfredo Almanza
- Rolando Dumas
- Claudia Lapacó
- Zeumar Ríos
- Beatriz Abre
- Tato de Serra
- Orlando Bohr
- Enrique Alippi
- Emilio Urdapilleta
- Ego Brunoldi
- Laurita Mac Dougall
- Ricardo de Rosas
- Chela Jordán
- Félix Mutarelli